# 最愛の敵〜王たる宿命〜
『最愛の敵〜王たる宿命〜』（さいあいのてき～おうたるしゅくめい～、原題：赤い丹心、ハングル：붉은 단심）は、2022年5月2日から6月21日までKBS2で放送された韓国のテレビドラマ。KBS2での放送と同時に、Disney+でも配信されている。

## 概要
時は架空の李氏朝鮮時代。生き残るために愛する女性を排除しなくてはならない王イ・テ（イ・ジュン）と、生き残るために王妃にならなければならないユ・ジョン（カン・ハンナ）が、お互いの首に刀を突きつけながら繰り広げる政治ロマンスドラマ。

## 登場人物
※括弧内は日本語吹替。

### メイン
- イ・テ：イ・ジュン（神尾晋一郎） / 少年時代：パク・チビン

李氏朝鮮第12代王。
絶対君主を夢見ており、目的のためなら手段を選ばない。
- ユ・ジョン：カン・ハンナ（白石晴香） / 少女時代：シン・ウンス

竹林（チュクリム）県の首長。
- パク・ゲウォン：チャン・ヒョク（相原嵩明）

左議政（チャイジョン）。
宮廷内で絶大な権力を持つ。
- チョ・ウォンピョ：ホ・ソンテ

兵曹判書（ピョンジョパンソ）。
- チョン・ウィギョン：ハ・ドグォン（岩河拓吾）

内官（ネグァン）。
イ・テを支える。
- チェ・ガヨン：パク・チヨン

大妃（デビ）。ソンジョンの継室。
- チェ・ヨニ：チェ・リ（渡辺明佳）

チョ・ウォンピョの娘。
王妃になることを夢見る。

### 王室
- ソンジョン：アン・ネサン

李氏朝鮮第11代王。イ・テの父親。
- イニョン王妃：ウ・ミファ

ソンジョンの正室。イ・テの母親。

### ユ・ジョンの周辺人物
- トングム：ユン・ソア

ユ・ジョンの家の小間使い。
- イム進士（ジンサ）：リュ・スンス

書生。
ユ・ジョンと出会ってから、運命が変わる。
- マ旦那：チョ・ヒボン

竹林（チュクリム）県の農夫。
ユ・ジョンと出会ってから、性格が変わる。

### パク・ゲウォンの周辺人物
- パク・ナムサン：イ・ミンホ

パク・ゲウォンの長男。司憲府（サホンブ）の長。
- ユン氏夫人：ソ・ユジョン（木下紗華）

パク・ゲウォンの妻。
- パク・ソンベク：チャン・ヨンソプ（八木岳）

パク・ゲウォンの遠戚。ゲウォンのお陰で武士になった。

## スタッフ
- 演出：ユ・ヨンウン
- 脚本：パク・ピルジュ